# Дубовое (Запорожская область)
Дубово́е (укр. Дубове) — село,
Бильмакский поселковый совет,
Бильмакский район,
Запорожская область,
Украина.
Код КОАТУУ — 2322755102. Население по переписи 2001 года составляло 139 человек.

## Географическое положение
Село Дубовое находится на расстоянии в 1,5 км от села Трудовое и в 5-и км от пгт Бильмак.
По селу протекает пересыхающий ручей с запрудой.
Рядом проходит железная дорога, станция Шебеневый в 2,5 км.

## История
- Основано в 1906 году как село — Шевченковское.
- В 1965 году переименовано в село Дубовое.